# Mercenários na Guerra Civil de Serra Leoa

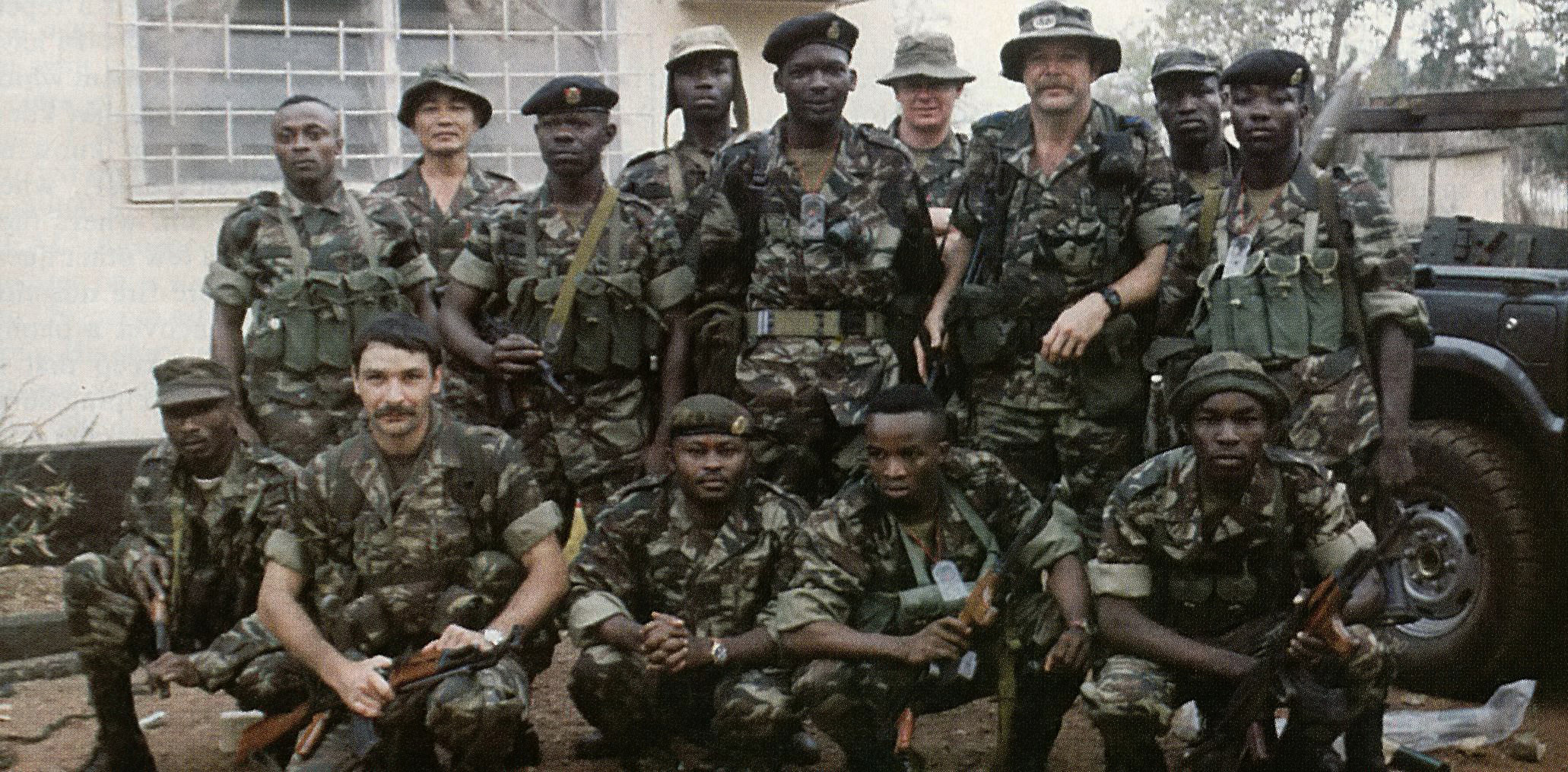
Soldados das forças especiais do exército de Serra Leoa e mercenários estrangeiros.

Mercenários na Guerra Civil de Serra Leoa lutaram em ambos os lados. No conflito participaram americanos, nepaleses, sul-africanos, russos, ucranianos e bielorrussos.

## Grupo Mackenzie
No meio da guerra, o presidente Valentine Strasser começou a organizar formações para combater os ataques rebeldes. Seu assistente, major Tarawali, procurou a GSG (Gurkha Security Guards Limited), que forneceu às autoridades mercenários experientes. No final de janeiro de 1995, um grande grupo de instrutores contratados chegou ao país, consistindo de 60 gurkhas e um número desconhecido de nativos dos países ocidentais. O contingente era liderado pelo norte-americano Robert Mackenzie. O campo de atividade de estrangeiros incluiu uma missão para treinar uma unidade de forças especiais de pessoas 160. Pelo menos duas vezes, o contingente entrou em confronto armado direto com a oposição. Entre esses casos:
- A batalha foi em 17 de fevereiro, quando Mackenzie liderou uma coluna de transporte de sua base para a guarnição da cidade mais próxima. No caminho, os combatentes foram emboscados pelo grupo Frente Revolucionária Unida (FRU). O comandante retirou os Gurkhas e as forças especiais do inimigo do fogo e atingiu os rebeldes dos flancos. Os militantes recuaram.
- Batalha de 23 de fevereiro. Naquele dia, estrangeiros e forças especiais do governo atacaram as posições da FRU. A tarefa foi tomar uma fortaleza das formações da oposição em Malal Hills. No entanto, a operação não correu conforme o planejado devido à falta de treinamento dos africanos. Dois combatentes foram mortos. Durante o tiroteio, Mackenzie foi gravemente ferido e morreu na manhã seguinte.

## Executive Outcomes
Em março de 1995, a PMC Executive Outcomes da África do Sul apoiou as forças do governo, restaurando o controle de Freetown sobre as minas de diamantes e impondo um tratado de paz aos militantes. Os funcionários da organização operaram aqui até a queda da capital em 1999. Em Serra Leoa, f=a PMK tinha uma pequena frota de veículos blindados e aeronaves, incluindo BMP-2 (unidades 1), T-72 (unidades 1), helicópteros Mi-24 (unidades 1) e Mi-8 (unidades 2). Eles foram comprados no mercado mundial de armas dos arsenais dos países da África e da Europa Oriental.

## Ex-URSS
Em 1999, as forças do Governo da Serra Leoa lutaram de 200 a cerca de mil e quinhentos mercenários das antigas repúblicas soviéticas. Ao lado de seus oponentes da FRU, várias centenas de oficiais aposentados lutaram exército ucraniano. Ex-militares ucranianos trabalharam como especialistas militares e em formações militares do governo. Pelo menos três ucranianos da oposição foram mortos.
Ao lado das autoridades, o esquadrão de helicópteros russo-ucraniano-sul-africano Mi-24 lutou. O salário mensal para os pilotos foi de US.4.500. O comandante da unidade era o coronel aposentado do exército sul-africano Carl Alberts. A primeira operação mercenária foi a captura da cidade de Bo, o centro da indústria de mineração de diamantes. No inverno de 1995-1996, graças às atividades dos pilotos de helicóptero, foi possível conduzir com sucesso os rebeldes para a selva.
Em maio de 1997, durante a revolta dos militares, quatro helicópteros (três bielorrussos e um russo) que trabalhavam para o governo de Serra Leoa.

## Principais fontes
- Эл Дж. Вентер. Наёмники против анархистов // Солдат удачи : журнал. — №3 — 1996.
- Владимир Воронов, Павел Мороз. Слуги смерти: Русские наёмники в Африке //  Собеседник : газета. —  28 мая 2001.
- Коновалов И.П. Солдаты удачи и воины корпораций. История современного наемничества. — Пушкино: Центр стратегической конъюнктуры, 2015. — 216 с.: с ил. ISBN 978–5–9906069–7–5.